# Electrona
Electrona Goode & Bean, 1896 è un genere di pesci ossei marini appartenenti alla famiglia Myctophidae.

## Distribuzione e habitat
Le specie del genere sono diffuse nell'Oceano Antartico e nelle basse latitudini dell'emisfero australe, con l'eccezione di Electrona risso, presente in tutti i mari e gli oceani del globo, mar Mediterraneo compreso. Sono pesci abissali con abitudini batipelagiche, come la maggioranza dei Myctophidae. 

## Descrizione
Sono pesci di piccole dimensioni, con lunghezze massime che variano dai 7 ai 12 cm, secondo la specie.

## Tassonomia
Il genere comprende 5 specie:
- Electrona antarctica (Günther, 1878)
- Electrona carlsbergi (Tåning, 1932)
- Electrona paucirastra Bolin, 1962
- Electrona risso (Cocco, 1829)
- Electrona subaspera (Günther, 1864)